# HB Køge
Herfølge Boldklub Køge är en dansk fotbollsklubb från Herfølge och Køge. Hemmamatcherna spelas på Herfølge Stadion. Klubben bildades 2009 då Herfølge BK gick samman med Køge BK.

## Svenska spelare
- Magnus Tappert (2009)
- Erik Törnros (2017-2018)